# サイバー・ドラゴン
サイバー・ドラゴンは遊☆戯☆王 オフィシャルカードゲームに登場する架空のモンスターの一種であり、またそのカード名を指す。略称は「サイドラ」。このカードを主軸としたデッキは「サイバー流」と呼ばれる。

## 概要
2005年5月発売の「CYBERNETIC REVOLUTION」で初登場。「サイバー・ツイン・ドラゴン」、「サイバー・エンド・ドラゴン」などの派生モンスター、及びサポートカードも同時に登場する。その後「EXPERT EDITION Volume.4」で再録。「GOLD SERIES」でも再録された。また2011年発売の「GOLD SERIES 2011」には、派生形の「キメラテック・フォートレス・ドラゴン」も収録されている。構築済みのストラクチャーデッキでは2009年発売の「マシンナーズ・コマンド」に収録されている。
効果は「相手フィールド上にモンスターが存在し、自分フィールド上にモンスターが存在していない場合、手札から特殊召喚できる」というもの。遊戯王においては、レベル5以上の「上級モンスター」を通常召喚する際には1体のモンスターをリリースする（墓地へ送る）というコストを必要とする。しかし、このモンスターは、条件付きではあるが召喚条件が緩く、下級モンスターのように手軽に利用することが出来る。また、特殊召喚であるため同一ターン内で別のモンスターを通常召喚することも可能。後述の「キメラテック・フォートレス・ドラゴン」と組み合わせれば、相手の機械族を一掃する事も可能（ただし、こちらの機械族モンスターを一掃される可能性もある）。こうした汎用性の高い効果から流行し、「サイバー・ドラゴン」の攻撃力である2100は、一つの指標となった。
強力な効果を持っていたため、初登場時からプレイヤー達に注目される。2005年の3月から8月にかけての公認大会では、採用率ランキングで6位に入った。当時、大会で多くの実績を残していた、「カオス・ソルジャー -開闢の使者-」「突然変異」を中核とした【変異カオス】と呼ばれるデッキにも、派生形の「サイバー・ツイン・ドラゴン」と合わせて投入されていた。
2005年9月から2006年2月までの公認大会採用率は3位であった。「カオス・ソルジャー -開闢の使者-」は禁止カードに指定され使用できなくなったが、後釜として類似効果を持つ「カオス・ソーサラー」が注目されるようになると、その召喚のために必要なコストとして、「死霊騎士デスカリバー・ナイト」と共に採用されるようになった。
2006年3月から8月にかけての採用率は2位であった。派生形モンスターとして「キメラテック・オーバー・ドラゴン」が登場、それを中核としたデッキに必須のパーツとして採用されていた。2006年9月から2007年2月にかけての採用率は、ついに1位となった。2007年3月から2007年8月、2007年9月から2008年2月にかけても採用率は1位をキープした。またこのころ、「サイバー・ドラゴン」を素材とし、相手の機械族モンスターも吸収して特殊召喚出来る派生形モンスター「キメラテック・フォートレス・ドラゴン」が登場した。
世界大会における採用率は、2006年が3位、2007年では1位であった。2006年においては、「最先端のアタッカー」とされており、2006年度世界大会優勝者が2枚、2007年度世界大会優勝者は、遊戯王における同名カードの投入枚数の最大の上限である3枚投入していた。2008年の世界大会優勝者は、使用したデッキは「サイバー・ドラゴン」を中核とするものではなかったが、2枚投入していた。
2008年3月1日より準制限カードに指定され、さらに2008年9月1日より制限カードに指定された。しかし、2010年3月1日より準制限カードに緩和され、2010年9月1日では無制限カードとなった。
攻撃名は「エヴォリューション・バースト」。魔法カードとしてOCG化もされ、遊☆戯☆王ファイブディーズ デュエルターミナル第一弾に収録された。また、シャドウバージョンと呼ばれる黒い「サイバー・ドラゴン」もOCG化されたが、発行当初はACADEMY DUEL DISK スペシャルセット付録の限定品で入手困難であり、後にVジャンプ（2008年6月号）の付録になった。
2013年12月には、「サイバー・ドラゴン」を主軸としたストラクチャーデッキ「機光竜襲雷」が発売された。前述の黒い「サイバー・ドラゴン」やストラクチャーデッキとしては珍しく融合モンスター「サイバー・ツイン・ドラゴン」、新規カードとしてエクシーズモンスター「サイバー・ドラゴン・ノヴァ」が収録されている。

## 使用者
丸藤亮

## データ
- 分類：効果モンスター
- レベル：5
- 属性：光
- 種族：機械族
- 攻撃力：2100
- 守備力：1600

## 関連カード

### モンスターカード
プロト・サイバー・ドラゴン
- 分類：効果モンスター
- レベル：3
- 属性：光
- 種族：機械族
- 攻撃力：1100
- 守備力：600

効果は「フィールド上に表側表示で存在する限り『サイバー・ドラゴン』として扱う」という永続効果。このカードを使用する事で簡単に「サイバー・ツイン・ドラゴン」や「サイバー・エンド・ドラゴン」を召喚する事も可能だが、後に出たサポートカードの存在から採用率は高くない。
サイバー・レーザー・ドラゴン
- 分類：効果モンスター
- レベル：7
- 属性：光
- 種族：機械族
- 攻撃力：2400
- 守備力：1800
- 補足：通常召喚できず、「フォトン・ジェネレーター・ユニット」の効果でのみ特殊召喚可能（正規の召喚方法で召喚されても蘇生はできない）。

効果は「1ターンに1度だけ、このカード以上の攻撃力か守備力を持つモンスターを破壊できる」と言う起動効果。効果そのものは強力だが、召喚には2体の「サイバー・ドラゴン」が必要なことから基本的には同じ素材で融合召喚できる「サイバー・ツイン・ドラゴン」が優先される。
破壊効果名は「フォトン・エクスターミネーション」、攻撃名は「エヴォリューション・レーザー・ショット」。
サイバー・バリア・ドラゴン
- 分類：効果モンスター
- レベル：6
- 属性：光
- 種族：機械族
- 攻撃力：800
- 守備力：2800
- 補足：通常召喚できず、「アタック・リフレクター・ユニット」の効果のみで特殊召喚可能（正規の召喚方法で召喚されても蘇生はできない）。

効果は「このカードが攻撃表示の場合、1ターンに1度だけ相手モンスター1体の攻撃を無効にする」という永続効果。自身の効果とステータスが噛み合っておらず採用されることは非常に稀。
攻撃名は「エヴォリューション・バリア・ショット」。
アーマード・サイバーン
- 分類：ユニオンモンスター
- レベル：4
- 属性：風
- 種族：機械族
- 攻撃力：0
- 守備力：2000
- 補足：1ターンに1度だけ自分のメインフェイズに装備カード扱いとして自分フィールド上の「サイバー・ドラゴン」あるいは「サイバー・ドラゴン」を融合素材とする融合モンスターに装備するか、装備を解除して表側攻撃表示で特殊召喚する事が出来る。

効果は「1ターンに1度だけ装備カード扱いになっている場合のみ、装備モンスターの攻撃力を1000ダウンさせる事で、表側表示で存在するモンスター1体を破壊する」というもの。
サイバー・ウロボロス
- 分類：効果モンスター
- レベル：2
- 属性：闇
- 種族：機械族
- 攻撃力：100
- 守備力：600

効果は「自身がゲームから除外された時、手札のカード1枚を墓地に送る事で、デッキからカードを1枚ドローする」という誘発効果。
サイバー・ヴァリー
- 分類：効果モンスター
- レベル：1
- 属性：光
- 種族：機械族
- 攻撃力：0
- 守備力：0

「相手の攻撃対象にされた時、自身をゲームから除外してデッキからカードを1枚ドローし、バトルフェイズを終了させる」という誘発効果、「自身と自分の表側表示モンスターをゲームから除外し、デッキからカードを2枚ドローする」「自身と手札1枚をゲームから除外し、自分の墓地のカード1枚をデッキの1番上に戻す」という二つの起動効果を備えている。
アニメでは、デッキからカードを2枚ドローする際に自身と自分の魔法・罠カード1枚を除外することができた。
サイバー・フェニックス
- 分類：効果モンスター
- レベル：4
- 属性：炎
- 種族：機械族
- 攻撃力：1200
- 守備力：1600

「このカードが表側攻撃表示で存在する限り、自分フィールド上に存在する機械族モンスター1体を対象とする魔法・罠カードの効果を無効にする」という永続効果、「フィールド上に表側表示で存在するこのカードが戦闘で破壊され墓地に送られた時、自分のデッキからカードを1枚ドローする事ができる」という誘発効果を持つ。
サイバー・ラーバァ
- 分類：効果モンスター
- レベル：1
- 属性：光
- 種族：機械族
- 攻撃力：400
- 守備力：600
- 補足：漫画版GXにて登場。「表側表示で攻撃対象にされた時、このターン自分が受ける戦闘ダメージが0になる」「戦闘で破壊され墓地に送られた時、自分のデッキから『サイバー・ラーバァ』1体を特殊召喚できる」という二つの誘発効果を持つ。漫画では裏側表示で攻撃されても戦闘ダメージが0になり、カードの効果で破壊されて墓地に送られた場合にも特殊召喚する効果を発動できた。

サイバー・エルタニン
- 分類：効果モンスター
- レベル：10
- 属性：光
- 種族：機械族
- 攻撃力：?
- 守備力：?
- 補足：通常召喚できず、自分のフィールド上及び墓地に存在する光属性の機械族モンスターを全て除外した場合のみ特殊召喚できる。攻撃力と守備力は除外した光属性・機械族の数×500アップし、特殊召喚成功時に自身を除いた表側表示モンスターを全て墓地に送る。

漫画版GXにおける亮のエースカード。漫画では「通常召喚が可能」「攻撃力と守備力はゲームから除外されている『サイバー』と名のつくモンスターの数×500になる」「特殊召喚に成功した時、除外されている『サイバー』と名のつくモンスターの数だけ相手モンスターを破壊する」というものだった。
エルタニン（Eltanin／竜の頭）とはりゅう座を構成する星の名前である。外見は巨大な竜があり、その回りに小型の竜型ユニットが付いている。
攻撃名は「ドラコニス・アセンション」、破壊効果名は「コンステレイション・シージュ」。
サイバー・ドラゴン・ツヴァイ
- 分類：効果モンスター
- レベル：4
- 属性：光
- 種族：機械族
- 攻撃力：1500
- 守備力：1000

「相手モンスターに攻撃するダメージステップの間、攻撃力が300ポイントアップする」という永続効果、「1ターンに1度、手札の魔法カードを相手に見せることでエンドフェイズまで『サイバー･ドラゴン』として扱う」という起動効果、「墓地に存在する限り『サイバー・ドラゴン』として扱う」というルール効果を持つ。
「ツヴァイ（zwei）」とはドイツ語で「2」を意味する。
サイバー・ドラゴン・コア
- 分類：効果モンスター
- レベル：2
- 属性：光
- 種族：機械族
- 攻撃力：400
- 守備力：1500

「召喚成功時、デッキから『サイバー』または『サイバネティック』と名のついた魔法・罠カード1枚を手札に加える」という誘発効果、「モンスターが相手フィールド上にのみ存在する場合、墓地にあるこのカードを除外し、デッキから『サイバー・ドラゴン』と名のついたモンスター1体を特殊召喚できる」という起動効果、「フィールド上・墓地に存在する限り『サイバー・ドラゴン』として扱う」というルール効果を持つ。
「コア（core）」という名前の通り、サイバー・ドラゴンの核とも言えるようなデザインとなっている。
サイバー・ドラゴン・ドライ
- 分類：効果モンスター
- レベル：4
- 属性：光
- 種族：機械族
- 攻撃力：1800
- 守備力：800

効果は「召喚成功時、自分フィールド上の全ての『サイバー・ドラゴン』のレベルを5にできる」、「除外された場合、自分フィールド上の『サイバー・ドラゴン』1体に破壊に対する耐性を与える」という誘発、「フィールド上・墓地に存在する限り『サイバー・ドラゴン』として扱い」というルール効果。『サイバー・ドラゴン・コア』とこのカードの登場により実質的に最大15枚のサイバー・ドラゴン（サイバー・ドラゴン・コア×3、プロト・サイバー・ドラゴン×3、サイバー・ドラゴン×3、サイバー・ドラゴン・ツヴァイ×3、サイバー・ドラゴン・ドライ×3）をデッキに入れることが可能となった。
「ドライ（drei）」とはドイツ語で「3」を意味する。
Sin サイバー・エンド・ドラゴン
- 分類：効果モンスター
- レベル：10
- 属性：闇
- 種族：機械族
- 攻撃力：4000
- 守備力：2800
- 補足：自分のエクストラデッキから「サイバー・エンド・ドラゴン」をゲームから除外した時のみ特殊召喚が可能。

10thアニバーサリー 劇場版 遊☆戯☆王 〜超融合!時空を越えた絆〜に登場。パラドックスの使用カード。エクストラデッキの「サイバー・エンド・ドラゴン」を墓地に送った場合のみ特殊召喚できる。「Sin」モンスター特有のデメリットに加え、元となった「サイバー・エンド・ドラゴン」と同じ貫通効果を持つ。羽と頭部に黒の鎧が装着されている。
OCGでは容易な召喚条件はそのままではあるが、貫通効果がなくなりフィールド魔法カードが存在しない場合は自壊するという効果を持っているため、通常のサイバー・ドラゴン系デッキでは使いにくいカードとなっている。
トゥーン・サイバー・ドラゴン
- 分類：トゥーン・効果モンスター
- レベル：5
- 属性：光
- 種族：機械族
- 攻撃力：2100
- 守備力：1600

効果は「相手フィールド上にモンスターが存在し、自分フィールド上にモンスターが存在していない場合、手札から特殊召喚できる」とサイバー・ドラゴンと同じ能力。「このカードは召喚・反転召喚・特殊召喚したターンには攻撃できない」という攻撃制限能力。「自分フィールドに「トゥーン・ワールド」が存在し、相手フィールドにトゥーンモンスターが存在しない場合、このカードは直接攻撃できる」という特定条件での直接可能能力の３つの能力を持つ。
このモンスターはフィールド・手札・墓地で「サイバー・ドラゴン」になれない為、「サイバー・ツイン・ドラゴン」や「サイバー・エンド・ドラゴン」のような「サイバー・ドラゴン」が指名されている融合や効果の対象になれない（キメラテック・ランページ・ドラゴンの融合素材には可能）ため、レベル５モンスターとしての他のサイバー・ドラゴンを温存しておくという事もできる。
「トゥーン」とはアメリカやヨーロッパのアニメーションであるカートゥーンが由来でありペガサス・J・クロフォードが主力で使用していた「トゥーンモンスター」のサイバー・ドラゴン版である。

### 融合モンスター
サイバー・ツイン・ドラゴン
- 分類：融合/効果モンスター
- レベル：8
- 属性：光
- 種族：機械族
- 攻撃力：2800
- 守備力：2100
- 融合素材：「サイバー・ドラゴン」＋「サイバー・ドラゴン」
- 補足：融合召喚する場合は「サイバー・ドラゴン」2体でなければならない。

「1度のバトルフェイズで2回攻撃できる」という永続効果を持つ。外見は2つの首を持つサイバー・ドラゴンである（首のデザインはそれぞれ違う。これはサイバー・エンド・ドラゴンも同じ）。
「デビル・フランケン」が禁止カードに指定されるまでは、「デビル・フランケン」の効果で特殊召喚し、巨大化やリミッター解除を使用する1ターンキルコンボもあった。
攻撃名は「エヴォリューション・ツイン・バースト」。
収録パック
- 「CYBERNETIC REVOLUTION スーパー、アルティメット
- 「デュエリストパック－ヘルカイザー編－ 」　レア
- 「EXPERT EDITION Volume.4 」 ウルトラ
- 「DUEL TERMINAL －疾風のドラグニティ！！－」
- 「ストラクチャーデッキ－機光竜襲雷－ 」 ウルトラ

サイバー・エンド・ドラゴン
- 分類：融合/効果モンスター
- レベル：10
- 属性：光
- 種族：機械族
- 攻撃力：4000
- 守備力：2800
- 融合素材：「サイバー・ドラゴン」＋「サイバー・ドラゴン」＋「サイバー・ドラゴン」
- 補足：融合召喚する場合は「サイバー・ドラゴン」3体でなければならない。

効果は「守備表示モンスターを攻撃した時、その守備力を攻撃力が超えていればその数値だけ戦闘ダメージを与える」という永続効果。外見は3つの首を持つ「サイバー・ドラゴン」である。また、シャドウバージョンと呼ばれる黒い「サイバー・エンド・ドラゴン」も存在する。
「デビル・フランケン」が禁止カードに指定されるまでは、「デビル・フランケン」の効果で特殊召喚し、巨大化やリミッター解除を使用する1ターンキルコンボもあった。
攻撃名は「エターナル・エヴォリューション・バースト」。
収録パック
- 「CYBERNETIC REVOLUTION」 ウルトラ、アルティメット
- 「MASTER COLLECTION　Volume 2」 シークレット
- 「デュエリストパック－ヘルカイザー編－」　レア
- 「ACADEMY DUEL DISK スペシャルセット」 ウルトラ（シャドウバージョン）
- 「•EXPERT EDITION Volume.4 」 ウルトラ
- 「モンスターフィギュアコレクション Volume 2」
- 「THE RARITY COLLECTION TRC1-JP028」 スーパー、シークレット、コレクション（シャドウバージョン

キメラテック・オーバー・ドラゴン
- 分類：融合/効果モンスター
- レベル：9
- 属性：闇
- 種族：機械族
- 攻撃力：?
- 守備力：?
- 融合素材：「サイバー・ドラゴン」＋機械族モンスター1体以上

「融合召喚でしか特殊召喚できない」という召喚ルール効果、「このカードの融合召喚成功時に自分フィールド上のカードを全て墓地に送る」という誘発効果、「元々の攻撃力と守備力は融合素材の数×800になり、融合素材の数だけ相手モンスターを攻撃できる」という永続効果を持つ。外見は無数の首を持つサイバー・ドラゴンである。
「未来融合－フューチャー・フュージョン」や「オーバーロード・フュージョン」を使用する事で「巨大化」や「リミッター解除」を使用せずとも8000以上の高い攻撃力を得る事ができる。こうしたデッキは【未来オーバー】と呼ばれ環境を席巻したが、「未来融合－フューチャー・フュージョン」の禁止カード化から一時は構築不可能となっていた。
攻撃名は「エヴォリューション・レザルト・バースト」。
収録パック
- 「POWER OF THE DUELIST」 ウルトラ、アルティメット
- 「デュエリストパック－ヘルカイザー編」　レア
- 「DUEL TERMINAL －星の騎士団 セイクリッド！！－」　レア
- 「DUELIST EDITION Volume 1 」　ウルトラ

キメラテック・フォートレス・ドラゴン
- 分類：融合/効果モンスター
- レベル：8
- 属性：闇
- 種族：機械族
- 攻撃力：?
- 守備力：0
- 補足：自分または相手フィールド上の「サイバー・ドラゴン」と全フィールド上の機械族モンスター1体以上を融合素材とし、それらを融合素材を墓地に送った場合のみエクストラデッキから特殊召喚できる（魔法カードの「融合」は使用しない）。

「このカードの元々の攻撃力は融合素材の数×1000ポイントになる」という永続効果と、「このカードは融合素材に使用できない」という効果外テキストを持つ。
アニメでは、融合素材は「サイバー・ドラゴン」と機械族モンスター1体以上で、効果は「融合召喚時に自身を除く自分フィールド上のカードを全て墓地に送る」「融合素材にしたモンスターの数だけ相手モンスターに攻撃できる」「攻撃時にダメージ計算を行わず、相手に400ポイントダメージを与える」というものだった。
攻撃名は「エヴォリューション・レザルト・アーティラリー」。
収録パック
- 「Ｖジャンプ」(2007年10月号)　付属カード ウルトラ
- 「GOLD SERIES 2011」　ノーマルレア、ゴールド
- 「•THE GOLD BOX」　ゴールド

キメラテック・ランページ・ドラゴン
- 分類：融合/効果モンスター
- レベル：5
- 属性：闇
- 種族：機械族
- 攻撃力：2100
- 守備力：1600
- 融合素材：「サイバー・ドラゴン」モンスター×２体以上

「融合召喚でしか特殊召喚できない」という召喚ルール効果をもつ。
効果は（１）「このカードの融合素材としたモンスターの数までフィールドの魔法・罠カードを対象として発動できるそのカードを破壊する」という誘発効果。（２）１ターンに１度、自分メインフェイズに発動できる。「デッキから機械族・光属性モンスターを２体まで墓地へ送る。このターン、このカードは通常攻撃に加えて、この効果で墓地へ送ったモンスターの数まで１度のバトルフェイズ中に攻撃できる。」という起動効果という2つの効果をもつ。
（１）の能力はモンスターの数までフィールドの魔法・罠カードを破壊する能力。最低でも２枚、最大で１４枚の魔法・罠カードを破壊できる。
（２）の能力は機械族・光属性モンスターをデッキから２体まで墓地へ送り、墓地へ送ったモンスターの数まで１度のバトルフェイズ中に攻撃できる能力。攻撃回数を増やすことができ「オーバーロード・フュージョン」などによる後続の墓地融合への布石となる。。
サイバー・ドラゴンを使用する融合モンスターとしては初である「サイバー・ドラゴン」指定ではなく「サイバー・ドラゴン」と名のついたモンスターを素材として使えるため手札中の「サイバー・ドラゴン」と名のついたモンスターを使用して融合が可能である。
「ランページ」とは英語で暴れまわることを意味する。イラストでは黒いパーツ部分から「サイバー・ドラゴン」「サイバー・ドラゴン・ツヴァイ」「サイバー・ドラゴン・ドライ」の頭部がそれぞれ一つずつと「サイバー・ドラゴン・ドライ」の尾部取り付けられている。
収録パック
- 「CROSSOVER SOULS」スーパー、シークレット

### エクシーズモンスター
サイバー・ドラゴン・ノヴァ
- 分類：エクシーズ・効果モンスター
- ランク：5
- 属性：光
- 種族：機械族
- 攻撃力：2100
- 守備力：1600
- エクシーズ素材：機械族レベル5モンスター×2

効果は「1ターンに1度、エクシーズ素材を取り除き墓地にいる『サイバー・ドラゴン』を特殊召喚する」という起動効果、「フィールドまたは手札の『サイバー・ドラゴン』をゲームから除外することでそのターンの終了時、攻撃力を2100上げる（この効果は相手ターンでも使える）」という誘発即時効果、「このカードが相手の効果によって墓地へ送られた場合、機械族の融合モンスター1体をエクストラデッキから特殊召喚できる」という3つの効果をもつ。
1つ目の能力は「サイバー・ドラゴン・コア」「サイバー・ドラゴン・ツヴァイ」「サイバー・ドラゴン・ドライ」「サイバー・ドラゴン」の4種類をフィールド上に特殊召喚をし攻撃回数および攻撃力を上昇することができる。
2つ目の能力はフィールド上の「サイバー・ドラゴン」をゲームから除外し、「サイバー・ドラゴン・ノヴァ」の攻撃力を2100上昇することができる。また、1つ目の能力を使えば相手に与えるダメージの増加を行うことができる。この効果は相手のターンでも発動できるため、いわゆるコンバットトリックとしても有効に機能する。
3つ目の能力はこのカードが相手の効果によって墓地へ送られた場合、機械族の融合モンスター1体をエクストラデッキから特殊召喚できるというもの。「サイバー・ツイン・ドラゴン」を特殊召喚すれば攻撃力2800の2回攻撃を、「サイバー・エンド・ドラゴン」を特殊召喚すれば攻撃力4000と貫通攻撃を得られる為、除去されても自分フィールドの維持や追撃を行うことが出来る。
「ノヴァ（nova）」とはラテン語で「新しい」を意味する形容詞、英語では「新星」を意味し、「新しいサイバー・ドラゴン」もしくは「新星のサイバー・ドラゴン」という意味になっている。イラストでは「サイバー・ドラゴン」を核にし「サイバー・バリア・ドラゴン」のバリアユニットや「サイバー・レーザー・ドラゴン」のレーザー砲、「キメラテック・オーバー・ドラゴン」の頭部によく似たパーツ、翼のデザインは「サイバー・フェニックス」によく似たパーツが付いており、今までの「サイバー・ドラゴン」とは異なるデザインとなっている。
召喚条件が機械族レベル５モンスター×２体と出しにくい条件だったが、ランク４モンスターである「星守の騎士 プトレマイオス」が禁止カードに指定されるまでは「星守の騎士 プトレマイオス」のエクシーズ素材３つを取り除いて使用する能力である「Ｎｏ.」モンスター以外の、ランクが１つ高いＸモンスター１体を自分フィールドのこのカードの上に重ねてＸ召喚扱いとしてエクストラデッキから特殊召喚するを行いランク５である「サイバー・ドラゴン・ノヴァ」を特殊召喚し下記の「サイバー・ドラゴン・インフィニティ」の下に重ねてＸ召喚する戦術が多く見られた。
収録パック
- 「ストラクチャーデッキ－機光竜襲雷－」ウルトラ

サイバー・ドラゴン・インフィニティ
- 分類：エクシーズ・効果モンスター
- ランク：6
- 属性：光
- 種族：機械族
- 攻撃力：2100
- 守備力：1600
- エクシーズ素材：機械族・光属性レベル６モンスター×3

効果は「１ターンに一度、サイバー・ドラゴン・インフィニティはサイバー・ドラゴン・ノヴァの上に重ねてＸ召喚する事もできる」（１）「攻撃力は、このカードの攻撃力はＸ素材の数×２００アップする」（２）「１ターンに１度、フィールドの表側攻撃表示モンスター１体をこのカードの下に重ねてＸ素材とする」（３）「１ターンに１度、カードの効果が発動した時、このカードのＸ素材を１つ取り除いて発動できる。その発動を無効にし破壊する」という4つの効果をもつ。
「サイバー・ドラゴン・ノヴァ」から「サイバー・ドラゴン・インフィニティ」になれる能力。機械族・光属性レベル６モンスターを３体とエクシーズ素材の縛りが非常に厳しい「サイバー・ドラゴン・インフィニティ」を比較的楽にエクシーズ召喚できる。
（１）の能力は攻撃力がＸ素材の数×２００アップする能力。1つ目の能力からの召喚された場合攻撃力が2700となり（２）の能力を使用すれば、更に攻撃力が上昇する。上昇幅はそれほど大きくないものの、(3)の効果によりカードの効果で除去されにくいため、数値以上の堅牢さを発揮する。
（２）の能力は表側攻撃表示モンスターをこのモンスターのＸ素材にする能力。表側攻撃表示モンスターと比較的緩い縛りであるため、１ターンのみしか場に入れない自分表側攻撃モンスターを能力で素材にしたり、相手攻撃表示モンスターを対象にを能力で素材にすれば相手の場を除去してアドバンテージを得ることが出来る。エクシーズ素材が増える事で（１）の能力と（３）の能力も確保できる効果である。エクシーズ素材の使用がないため「死者蘇生」で墓地から蘇生しエクシーズ素材が０でも、効果を使用することが出来る。
（３）の能力は１ターンに１度、魔法・罠・モンスターの効果の全てに対応する万能なカウンター効果。他の効果と異なりＸ素材を使用するが（２）によりエクシーズ素材を補給できるため、１ターンに１度という点以外は隙はないといって良いだろう。
「インフィニティ」とは「無限」意味する。イラストでは「サイバー・ドラゴン・ノヴァ」が赤黒いオーラを纏った禍々しい姿へと変貌しており「サイバー・ドラゴン・ノヴァ」から「サイバー・ドラゴン・インフィニティ」に変化した事を強調したイメージであり、長い体が∞の記号のようなポージングとなっている。
また、属性・種族が両方を指定する初のエクシーズモンスターである。
Ｘ素材数の攻撃力アップ、エクシーズ素材を使用せずにモンスター除去、エクシーズ素材１つで１ターンに１度、魔法・罠・モンスターの効果の全てに対応する万能なカウンター効果という強力な効果を持つモンスターであり、特定のモンスターから簡単に特殊召喚が行えるということで上記に書かれている「星守の騎士 プトレマイオス」が禁止カードに指定されるまでは「プトレマイオス」⇒「サイバー・ドラゴン・ノヴァ」⇒「サイバー・ドラゴン・インフィニティ」の召喚する戦術が多く見られた。
収録パック
- 「CROSSOVER SOULS」ウルトラ、アルティメット、シークレット

### 魔法・罠カード
フォトン・ジェネレーター・ユニット
- 分類：速攻魔法カード

「自分フィールド上の『サイバー・ドラゴン』2体を生け贄に捧げ、自分の手札・デッキ・墓地から『サイバー・レーザー・ドラゴン』1体を特殊召喚する」という効果を持つ速攻魔法。
アタック・リフレクター・ユニット
- 分類：通常罠カード

「自分フィールド上の「サイバー・ドラゴン」1体を生け贄に捧げ、自分の手札・デッキから『サイバー・バリア・ドラゴン』1体を特殊召喚する」という効果を持つ通常罠。
エヴォリューション・バースト
- 分類：通常魔法カード

「『サイバー・ドラゴン』が表側表示で存在する場合のみ、相手フィールド上のカード1枚を破壊する」「このカードを発動したターン『サイバー・ドラゴン』は攻撃できない」という効果を持つ通常魔法。
サイバー・リペア・プラント
- 分類：通常魔法カード

「自分の墓地に『サイバー・ドラゴン』が存在する場合、2つの効果から1つを選択して発動できる。また、自分の墓地に『サイバー・ドラゴン』が3体以上存在する場合、両方を選択できる」「『サイバー・リペア・プラント』は1ターンに1度しか発動できない」、「デッキから機械族・光属性モンスター1体を手札に加える」「自分の墓地の機械族・光属性モンスター1体を選択してデッキに戻す」という効果を持つ通常魔法。
サイバネティック・ヒドゥン・テクノロジー
- 分類：永続罠カード

「相手モンスターの攻撃宣言時に、自分フィールド上に存在する『サイバー・ドラゴン』または『サイバー・ドラゴン』を融合素材とする融合モンスター1体を墓地に送る事で、相手の攻撃モンスター1体を破壊する」という効果を持つ永続罠。
サイバー・ネットワーク
- 分類：永続罠カード

効果は「1ターンに1度、フィールド上に『サイバー・ドラゴン』が存在する場合、デッキから機械族・光属性モンスター1体を除外することができる」、「3回目の自分のスタンバイフェイズ時にこのカードを破壊する」、「このカードが墓地へ送られた時、バトルフェイズを行うことができなくなる代わりに除外されている自分の機械族・光属性モンスターを可能な限り特殊召喚し、自分の魔法・罠カードを全て破壊する」「この効果で特殊召喚されたモンスターの効果は発動できない」という効果を持つ永続罠。